# Iglesia de Santa Caterina (Casale Monferrato)
La iglesia de Santa Caterina, o más precisamente de Santa Maria delle Grazie, se encuentra en la Piazza Castello en Casale Monferrato.
Considerada una de las obras maestras del barroco del Piamonte, está oficialmente dedicada a Santa Maria delle Grazie, pero se la conoce como Santa Caterina por su pertenencia original a las Monjas Dominicas. 
Se compone de dos aulas: la interna, ya terminada en 1715, lugar privado de oración de las monjas, también conocido como Coro de las Monjas, conectado directamente con el núcleo central del convento (Palazzo Trevisio), y la el exterior que da a Piazza Castello, consagrado por monseñor Radicati en 1726. La historiografía clásica atribuye el proyecto a Giovanni Battista Scapitta, nacido en Moncalvo en 1653 y fallecido entre 1710 y 1715, arquitecto del Ducado de Monferrato. En el Archivo Capitular de Casale se conserva un acta en la que se define a Donato Zanetti como maestro de obras en una intervención a raíz de un problema estructural en el monasterio.
Es propiedad del Internado Municipal de Trevisio de Casale Monferrato.

## Historia

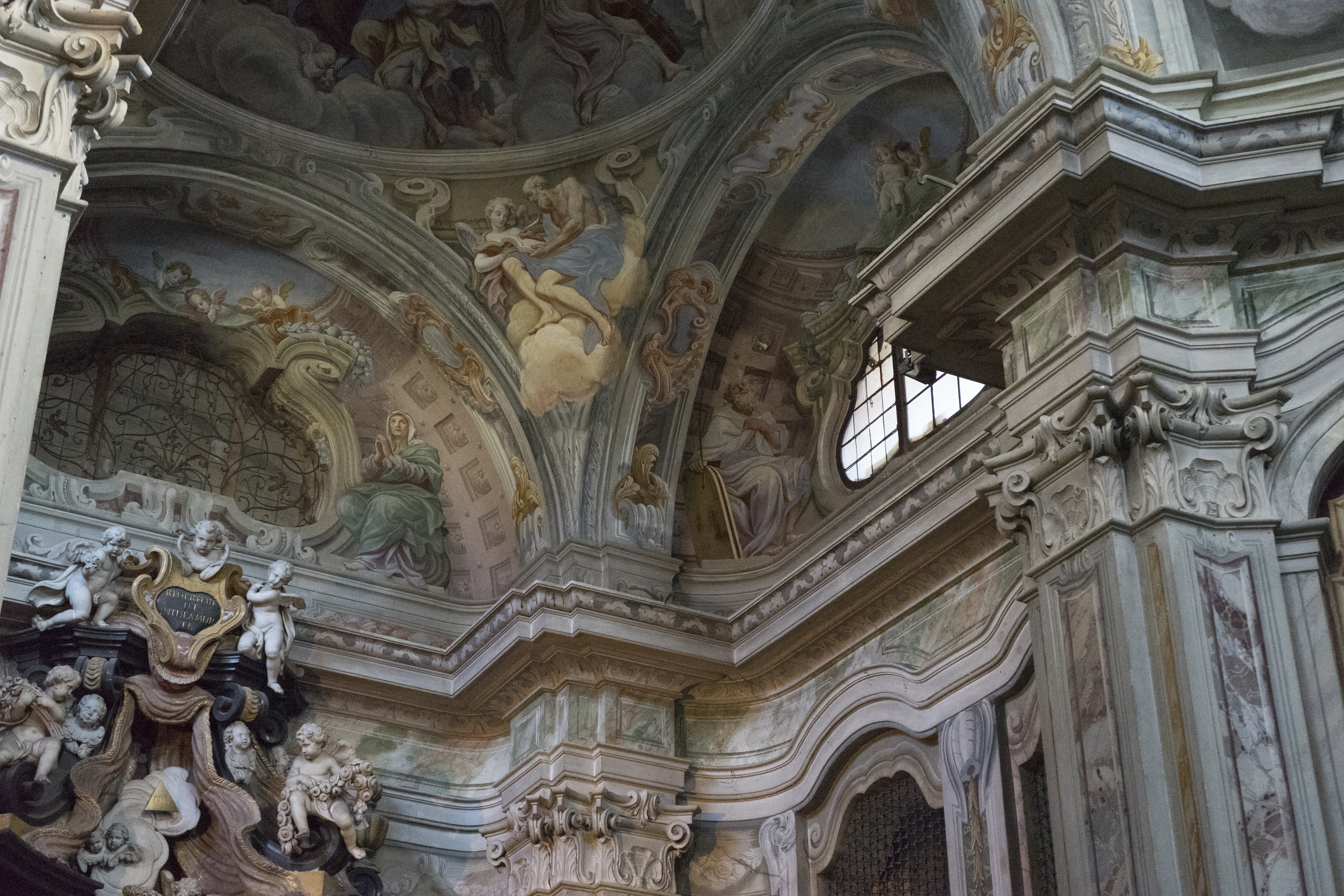
Detalle del interior.

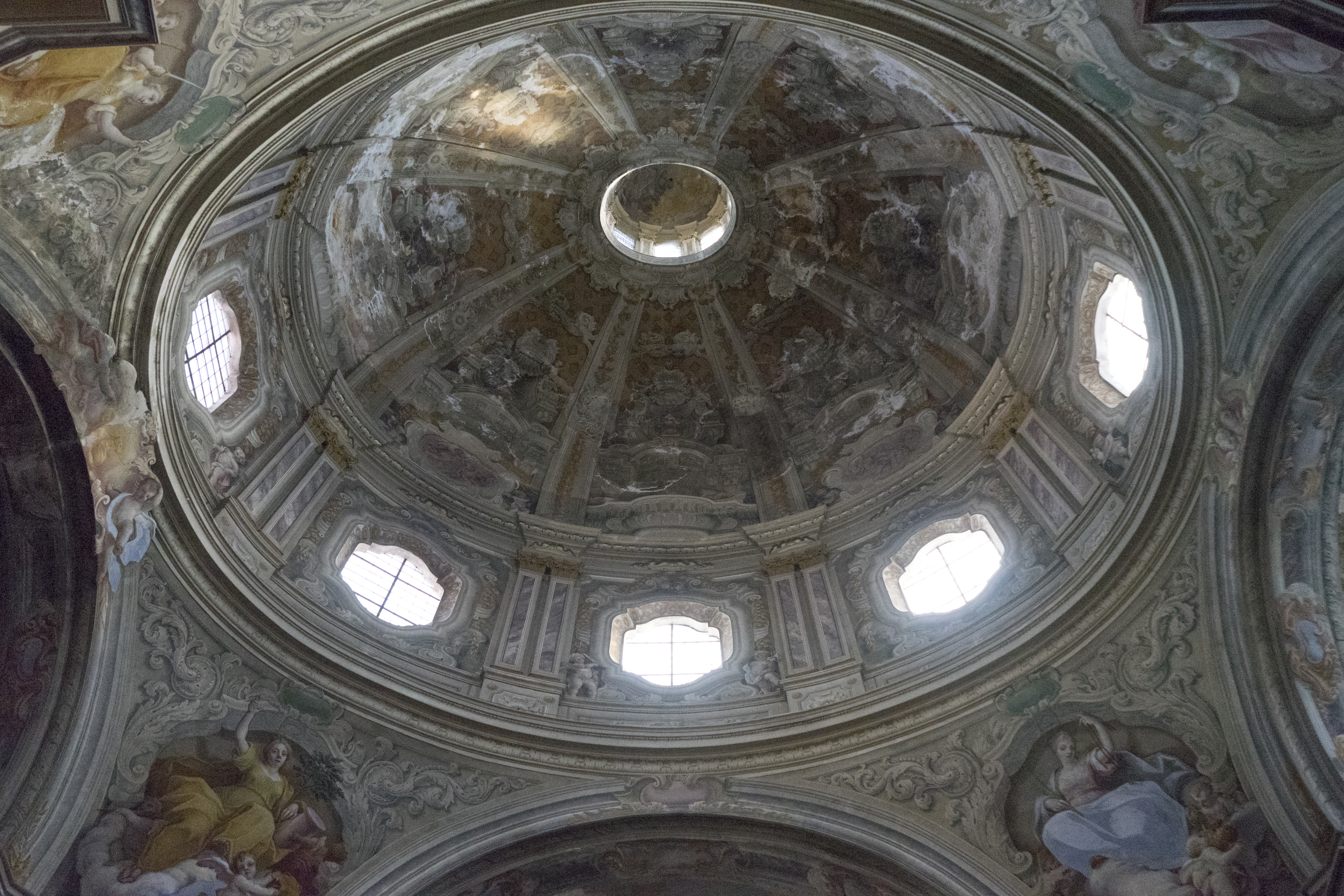
La cúpula.

Las monjas dominicas de Santa Caterina habían sido establecidas como comunidad terciaria en 1471, durante el gobierno de Guillermo VIII, por Pometa de' Buzzelini, una rica noble viuda, asistida por sus hermanas Ruffina y Nicoletta de' Salmazzi (Manuela Meni). Por escritura notarial de 6 de julio de 1528, la marquesa Ana D'Alençon, en su calidad de guardiana, gobernadora y administradora de los bienes de su hijo Bonifacio, marqués de Monferrato entonces menor de edad, donó el palacio marqués situado en el Cantón de Montarone a las monjas. La donación se enmarca en el patrocinio general que otorga la corte paleóloga a las órdenes religiosas.
La iglesia original del siglo XVI se construyó en la planta baja del ala norte del edificio, en la zona que da a Via Trevigi (Antonella Perin). Estaba compuesto por una sala interior para uso exclusivo de las monjas, lindante con el Palacio Natta-Vitta, y una sala exterior reservada a los fieles.
Ya durante el siglo XVII, probablemente debido al aumento del número de monjas, se inició un proceso de ampliación y remodelación de los espacios que llevaría a la construcción de una nueva iglesia interior (insertada en la zona del convento de clausura) a principios del siglo XVII. Siglo XVIII y exterior. Los elementos arquitectónicos y decorativos debían cumplir con las estrictas normas de los conventos de clausura dictadas por el Concilio de Trento. Por tanto, la iglesia del siglo XVIII está, como la anterior en el ala norte, dividida en dos salas, pero presenta una resolución espacial mucho más compleja.
Tras la ocupación francesa de Monferrato iniciada en 1796 y la posterior supresión de las órdenes religiosas, los bienes de las monjas fueron confiscados y municipalizados y el convento, por concesión de Napoleón, se convirtió en la sede del Liceo Imperial.
Durante la Restauración, Víctor Manuel I de Cerdeña instituyó el Real Colegio de Educación y lo confió a los Padres Somaschi, antiguos rectores del Colegio de San Clemente fundado por el médico de Monferrato Andrea Trevigi. En 1814 los padres Somaschi adquirieron la iglesia y el antiguo convento, que tomó el nombre de "Real Colegio de Santa Caterina".
Un nuevo decreto de supresión de las órdenes religiosas emitido en 1866 derrocó a los Padres Somaschi y transformó el Real Colegio en una "Institución Moral Laica", a la que se le asignó el nombre del fundador Andrea Trevigi. Sólo en 1931, tras los Pactos de Letrán, los Somaschi retomaron sus actividades en el Colegio de Trevisio y oficiaron la iglesia hasta 1973, año en el que su orden abandonó definitivamente Casale.
Siguiendo siendo propiedad del Internado Municipal de Trevisio, la iglesia fue oficiada por un representante diocesano durante unos diez años, hasta que fue cerrada al público debido a dificultades de gestión y mantenimiento en los años 1990.
Desde 2010, la Asociación Santa Caterina Onlus se ocupa de la apertura y del mantenimiento ordinario y organiza iniciativas de valorización y recaudación de fondos para la restauración.

## Descripción
El exterior se caracteriza por una gran cúpula y una fachada de dos órdenes, con una forma ligeramente curvilínea formada por pilastras y columnas colocadas delante cerca del portal, dividida en niveles mediante marcos salientes y culminando con un frontón moldeado. Una decoración de estuco con hojas de acanto modela los dos pisos de la fachada, detrás de la cual se eleva el tambor sobre el que descansa la cúpula con una pequeña linterna.
El interior, en forma de cruz griega, se caracteriza por la rica decoración al fresco que cubre íntegramente las paredes. Giovanni Carlo Aliberti trabajó hasta la cornisa y representó Santos y Alegorías de las Virtudes ; mientras que el tambor y la cúpula fueron pintados al fresco por los pintores Benaschi y Vittore. El altar mayor en mármol policromado y la estatua de la Virgen de la Asunción, fueron creados en 1780 por el escultor Giovan Battista Bernero.

### Entierros ilustres
En la iglesia fue enterrada Isabel Gonzaga, fallecida en 1579 y gobernadora del marquesado de Monferrato en 1561.